# Eusphyra blochii
Eusphyra blochii és una espècie de tauró martell carcariniforme de la família Sphyrnidae.

## Característiques
És molt notable el seu cap, gairebé la meitat de la longitud del cos, amb una funció encara no coneguda, potser per tenir capacitat de maniobra o per incrementar l'àrea d'algun òrgan sensorial. La coloració és gris o gris-marró per sobre i pàl·lid per sota.

## Història natural
Es troba en aigües superficials de les plataformes continentals i de les illes, a l'oceà Índic, del Golf Pèrsic a les Filipines, nord de la Xina, i sud d'Austràlia. També entra als estuaris.
S'alimenta principalment de petits peixos, de vegades crustacis i cefalòpodes. És perillós per a l'ésser humà, i un peix comú en la indústria de la pesca, és consumit per humans, i el seu fetge és una font d'oli i ric en vitamines.
La reproducció és vivípara, amb 6-25 cries en cada ventrada.